# Gustaf Leuhusen
Gustaf Daniel Leuhusen, född den 14 april 1858 i Simtuna socken, Västmanlands län, död den 20 juni 1935 i Stocksund i Danderyds församling i Stockholms län, var en svensk friherre och militär. Han var son till Alexander Leuhusen. 
Leuhusen blev underlöjtnant vid Smålands husarregemente 1879. Han var kompaniofficer vid krigsskolan på Karlberg 1884–1887. Leuhusen blev löjtnant  vid regementet 1887 och ryttmästare 1898. Han blev adjutant hos hertigen av Närke sistnämnda år. Leuhusen befordrades till major vid regementet 1907. Efter att ha övergått till regementets reserv 1908 blev han överstelöjtnant i armén. Leuhusen var militärinspektör av fångläger i Ryssland 1917–1918 och reste för Röda Korset till Kurland för att hjälpa flyktingar undan bolsjeviker 1919. År 1929 blev han överste i Västra arméfördelningens reserv. Leuhusen blev riddare av Svärdsorden 1900 och av Vasaorden 1920.